# پوستادریچ
پوستااِدِریچ (به مجاری:  Pusztaederics) یک شهرداری در مجارستان است که در زالا واقع شده‌است. پوستاادریچ ۹٫۵۵ کیلومتر مربع مساحت و ۱۹۹ نفر جمعیت دارد.